# Rafik Schami
Rafik Schami (né le 23 juin 1946 à Damas) est un écrivain contemporain germanophone, d'origine syrienne.
Rafik Schami compte parmi les écrivains de langue allemande les plus marquants aujourd'hui[réf. nécessaire]. Ses œuvres sont traduites dans 28 langues.
Parmi ses œuvres majeures : "Le côté obscure de l'amour" , "Le secret des calligraphes", "Voyage entre la nuit et le jour" (1995), "La peur dans leur propre pays" (2001) et "Une poignée d'étoiles". 
Il s'exile en Allemagne au début des années 1970 et poursuit ses études de chimie à Heidelberg. Il écrit des contes et nouvelles depuis 1965 (création de la revue "vent du sud" ) mais ne vit de sa plume que depuis 1982. Il écrit avec critique et humour, dans un style imprégné d'images orientales, se référant souvent aux contes et maximes arabes. Il s'adresse tant aux adultes qu'aux plus jeunes.
Ont été entre autres publiés en français : "Le rapport secret sur le poète Goethe" (1999), qui connaît grand succès en Allemagne et à l'international, couronné de plusieurs prix, co - écrit avec Uwe-Michael  (le rapport secret sur le poète Goethe, ), ainsi que "Mon papa a peur des étrangers" , illustré par Ole Könneke .tous deux traduits en français par Carole Gündogar-Taithe.
Parus plus récemment en Français en jeunesse: Petit Clou, Porcelaine et Lilas, Yasmine et le voleur de rêves ...
En 2007, il reçoit le Prix Nelly-Sachs.

## Publications traduites en français
- Une poignée d'étoiles, École des loisirs, coll. Médium, 1987
- Le conteur de la nuit, L’école des loisirs coll. Médium, 1994
- Yasmine et le voleur de rêves, Nord-sud Éds, coll. Grands albums, 1996
- Le Funambule, École des loisirs, coll. Médium, 1998
- Petit-Clou, Nord sud Éds, 1998
- Porcelaine et Lilas, Nord sud Éds, 1999
- Histoire de milad, Actes sud, coll. Cactus, 1999
- C'est même pas un perroquet !, avec Wolf Erlbruch, Actes sud junior, coll. Histoires sages, 1999, {
- Rapport secret sur le poète Goethe, avec Uwe-Michel Gutzschhahn, Éds Autrement, coll. Littératures, 2003
- Mon Papa a peur des étrangers, avec Ole Konneke, Joie de lire, 2004
- Damas, saveurs d'une ville, Sindbad-Actes sud, coll. Orient gourmand, 2007